# Melantrich utca

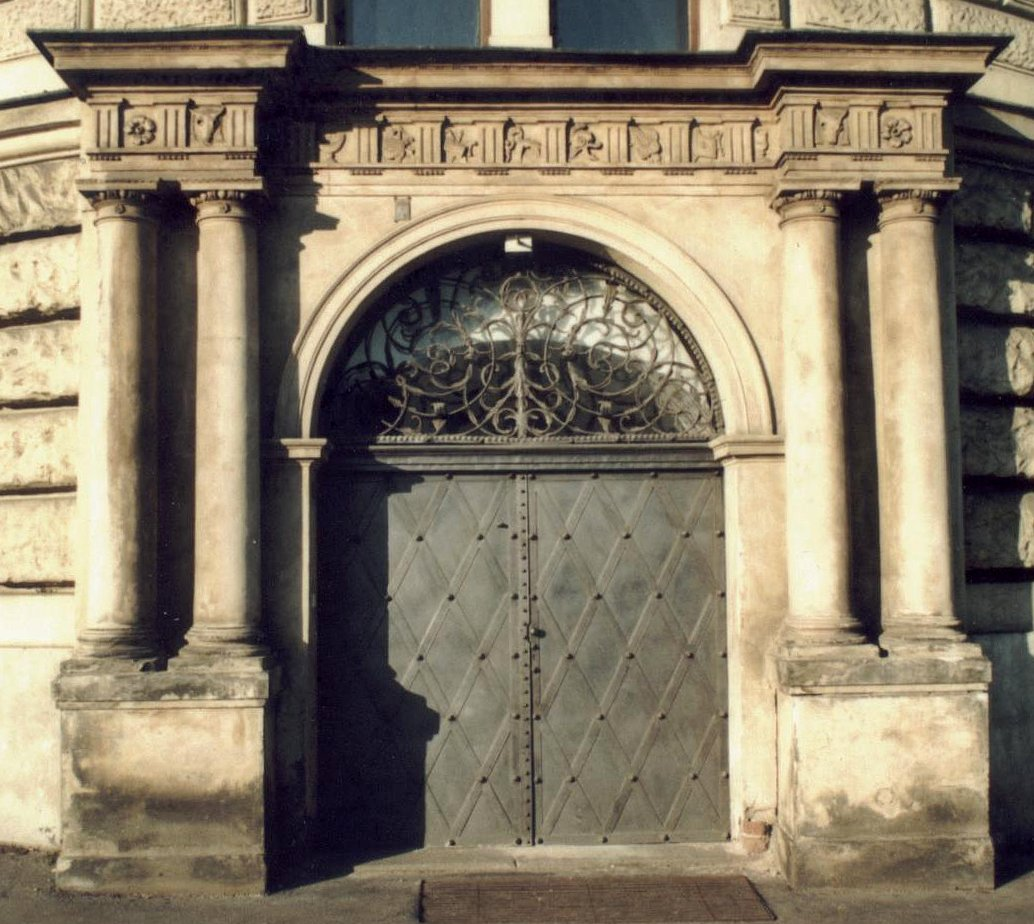
A Melantrich-ház reneszánsz kapuja

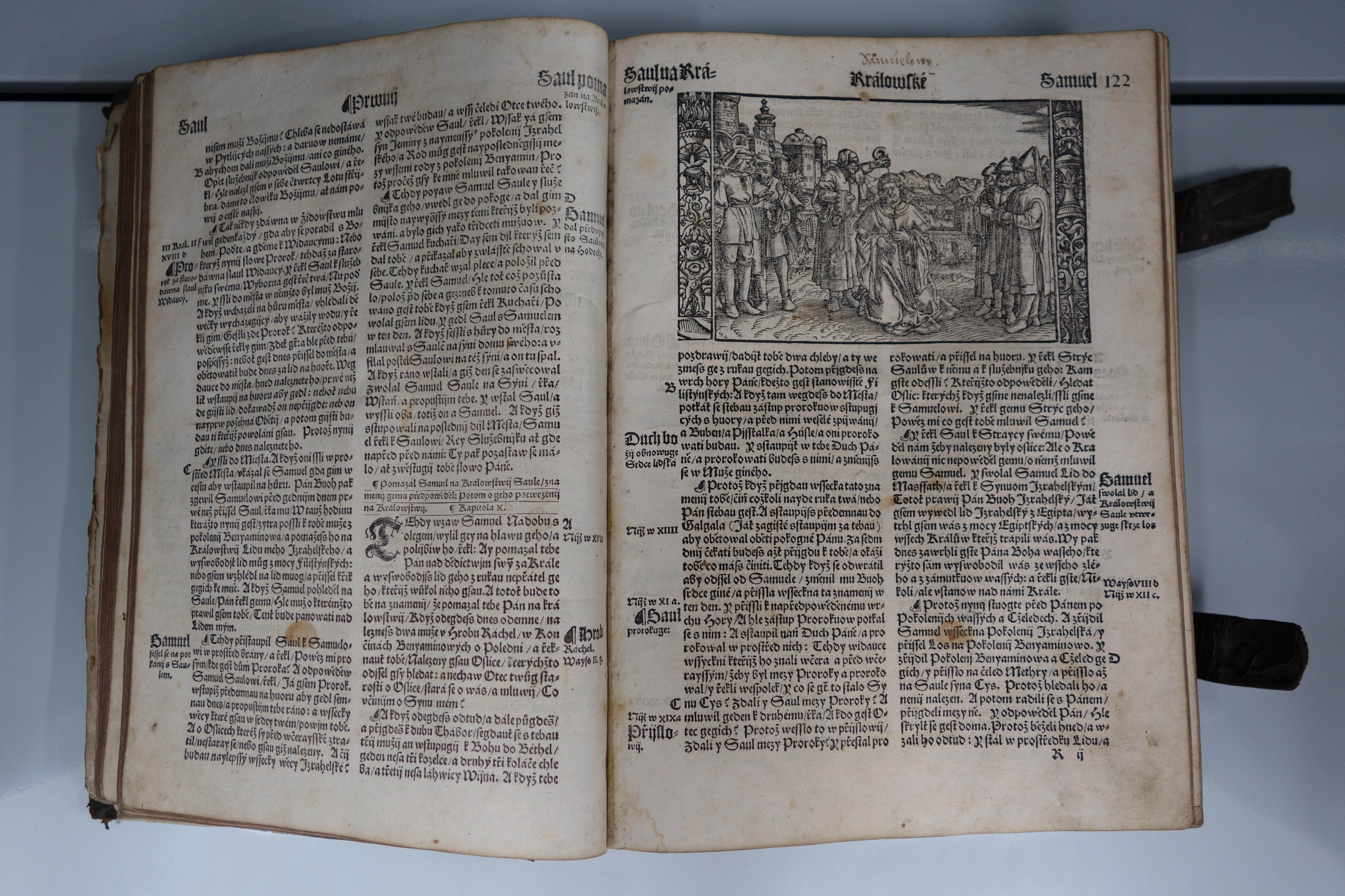
A Melantrich-biblia, 1561

Prágában az óvárosi városházától nem messze ágazik ki dél felé az Óváros térből a Melantrich utca (Melantrichová ulice). Az eleinte sikátorszerűen keskeny, kanyargós utca fokozatosan szélesedik. A másik végét a Lovag utca (Rytířská ulice) zárja le.

## Nevezetességei, látnivalói

### Szexuális Segédeszközök Múzeuma
Az utca elején (Melantrichová 476/18.) található a Szexuális Segédeszközök Múzeuma. Ez 3 szinten, 500 m² kiállítóterületen állandó és alkalmi kiállításokkal mutatja be az emberi szexualitást és az örömszerzésre használt eszközöket, az állandó kiállításon több mint 360 tárgyat. A 2011-ben megnyílt múzeum évente több ezer látogatót fogad. A filmmúzeumban a 20. század elején forgatott, fekete-fehér erotikus filmeket mutatnak be.

### Teyfl-ház
Az utca építészetileg legértékesebb épülete az 1600 körül épült Teyfl-ház (463/15.), amit idővel barokk stílusúvá építettek át.

### Ház a kék hajóhoz
A Kék hajóhoz címzett ház (464/13.) a Teyfl-ház mellett áll. Ebben a házban élte fiatalkorát az Itáliában Isteni Csehnek (IL divino Boemo) nevezett Josef Mysliveček zenész.

### Ház az öt koronához
Ezzel viszont az Öt koronához címzett ház (465/11.) szomszédos. Ez a 17, század elején épült késő reneszánsz stílusban.

### Ház a két arany medvéhez
A Két arany medvéhez címzett ház (Dům U Dvou zlatých medvědů, č. 16) a Bőr utca sarkán áll (Kožné ulice 475/1.). A Melantrich utcára nyíló, a 16. század második felében készült reneszánsz kapuja kivételesen szép.
A épületet a 17. század végén barokkosították; udvarát reneszánsz árkádok kerítik.

### Melantrich-ház
Az utca végében (a Lovag utca sarkán) áll(t) a Melantrich-ház (Melantrichův dům, bejárata a Lovag utcából; 471/10.). Eredetei neve Ház a két tevéhez (Dům u dvou velbloudů), és fontos reneszánsz épület és történelmi emlékmű volt. Ebben a házban lakott az utca névadója, az aventinói Georg Melantrich von Aventin (Jiří Melantrich) humanista, és a nyomdája is itt volt.. A házat 1893-ban a csatornázás során lebontották; csak a portál és néhány kőelem maradt meg.

### Durty Nelly's Irish Pub
Az utca közepe táján (Melantrichová 473/12.) üzemel a Durty Nelly's Irish Pub.

### Illúziók múzeuma
A Havel utca sarkán (Melantrichová 536/12.) rendezték be az optikai illúziók múzeumát. Csehorszég első trükkös műalkotásokat és illúziókat bemutató múzeumában interaktív és történelmi kiállításokat tekinthetünk meg.

### Emléktáblák
Az Illúziók múzeumával szemben helyeztek el egy táblát a megszállás áldozatainak emlékére.
Egy másik tábla Marcus Marci de Kronland (1595-1667, Jan Marcus Marci, illetve Jan Marek Marci) reneszánsz orvos, fizikus és matematikusnak, az egyik utolsó cseh polihisztornak állít emléket.